# Yin Chengxin
Yin Chengxin –en chino, 尹成昕– (Wuhan, 5 de febrero de 1995) es una deportista china que compite en natación sincronizada.
Participó en dos Juegos Olímpicos de Verano en los años 2016 y 2020, obteniendo dos medallas, plata en Río de Janeiro 2016 y plata en Tokio 2020. Ganó ocho medallas en el Campeonato Mundial de Natación entre los años 2015 y 2019.

## Palmarés internacional
| Juegos Olímpicos   | Juegos Olímpicos        | Juegos Olímpicos | Juegos Olímpicos  |
| Año                | Lugar                   | Medalla          | Prueba            |
| ------------------ | ----------------------- | ---------------- | ----------------- |
| 2016               | Río de Janeiro (Brasil) | Medalla de plata | Equipo            |
| 2020               | Tokio (Japón)           | Medalla de plata | Equipo            |
| Campeonato Mundial |                         |                  |                   |
| Año                | Lugar                   | Medalla          | Prueba            |
| 2015               | Kazán (Rusia)           | Medalla de plata | Equipo libre      |
| 2015               | Kazán (Rusia)           | Medalla de plata | Combinación libre |
| 2017               | Budapest (Hungría)      | Medalla de oro   | Combinación libre |
| 2017               | Budapest (Hungría)      | Medalla de plata | Equipo técnico    |
| 2017               | Budapest (Hungría)      | Medalla de plata | Equipo libre      |
| 2019               | Gwangju (Corea del Sur) | Medalla de plata | Equipo técnico    |
| 2019               | Gwangju (Corea del Sur) | Medalla de plata | Equipo libre      |
| 2019               | Gwangju (Corea del Sur) | Medalla de plata | Combinación libre |